# Tour de France 2004

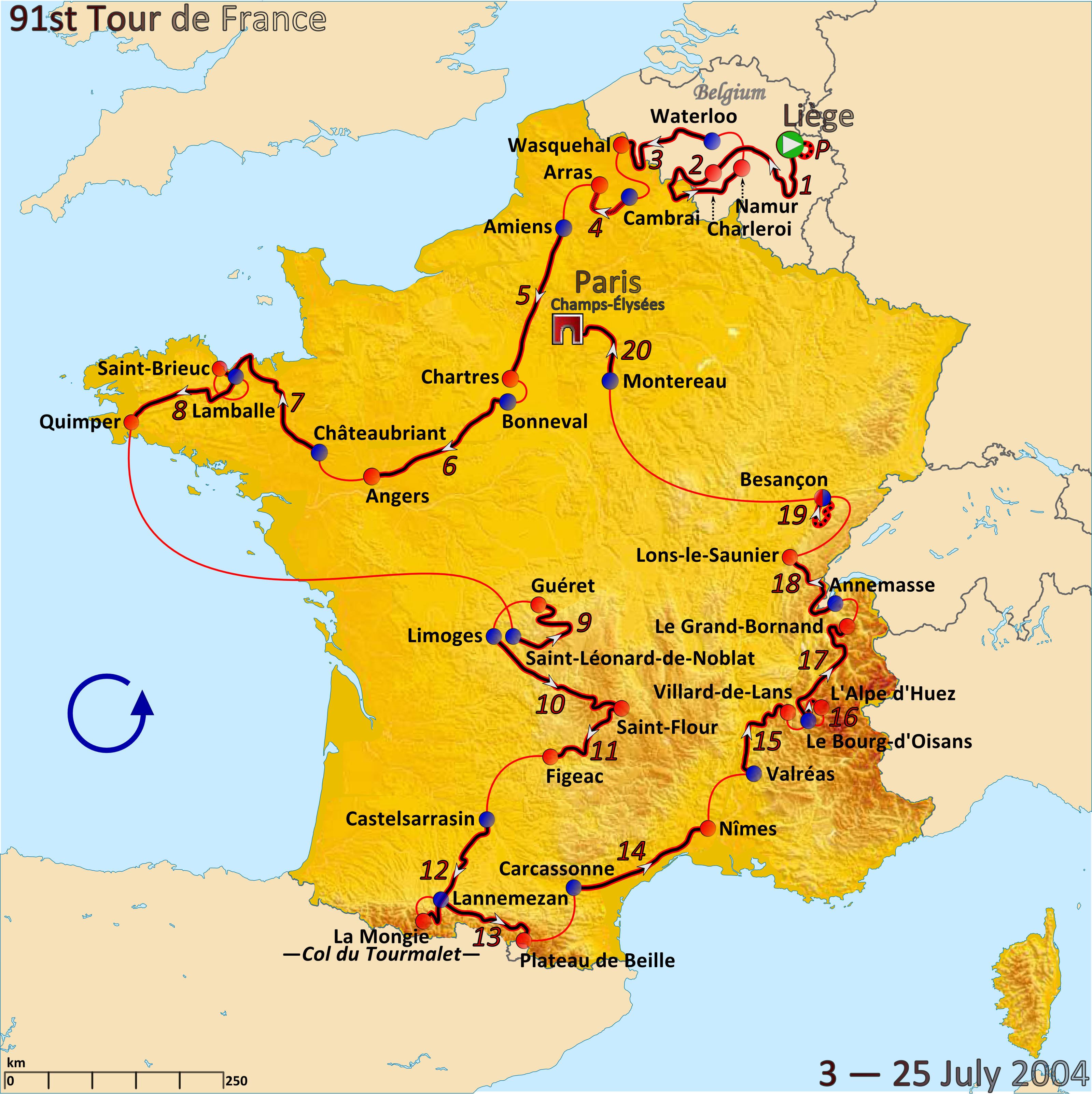
Överblick på etapperna under 2004 års Tour de France.

Tour de France 2004 cyklades 3–25 juli 2004 och vanns av Lance Armstrong, USA. Vinsten blev hans sjätte av totalt sju stycken. Tysken Andreas Klöden och italienaren Ivan Basso sluta tvåa respektive trea i tävlingen.
2012 diskvalificerades Lance Armstrong från tävlingen på grund av doping. Ingen ny vinnare utses för denna tävling. Även George Hincapie och Levi Leipheimer diskas.

## Tour de France 2004
- 5 juli - Thor Hushovd blir trea på etappen och får därmed tillräckligt med bonussekunder för att, som förste norrman någonsin, ta över den gula ledartröjan.

| Etapp  | Sträckning                      | Etappsegrare       | Ledartröjan       | Poängtröjan                                | Bergspriströjan  | Ungdomströjan                             |
| ------ | ------------------------------- | ------------------ | ----------------- | ------------------------------------------ | ---------------- | ----------------------------------------- |
| prolog | Liège                           | Fabian Cancellara  | Fabian Cancellara | Fabian Cancellara, bärs av Lance Armstrong | Inget bergspris  | Fabian Cancellara, bärs av Tom Boonen     |
| 1      | Liège-Charleroi                 | Jaan Kirsipuu      | Fabian Cancellara | Thor Hushovd                               | Janek Tombak     | Fabian Cancellara, bärs av Bernhard Eisel |
| 2      | Charleroi-Namur                 | Robbie McEwen      | Thor Hushovd      | Thor Hushovd, bärs av Robbie McEwen        | Paolo Bettini    | Fabian Cancellara                         |
| 3      | Waterloo-Wasquehal              | Jean-Patrick Nazon | Robbie McEwen     | Robbie McEwen, bärs av Jean-Patrick Nazon  | Paolo Bettini    | Fabian Cancellara                         |
| 4      | Cambrai-Arras                   | US Postal          | Lance Armstrong   | Robbie McEwen                              | Paolo Bettini    | Matthias Kessler                          |
| 5      | Amiens-Chartres                 | Stuart O'Grady     | Thomas Voeckler   | Robbie McEwen                              | Paolo Bettini    | Thomas Voeckler, bärs av Sandy Casar      |
| 6      | Bonneval-Angers                 | Tom Boonen         | Thomas Voeckler   | Stuart O'Grady                             | Paolo Bettini    | Thomas Voeckler, bärs av Sandy Casar      |
| 7      | Châteaubriant-Saint Brieuc      | Filippo Pozzato    | Thomas Voeckler   | Stuart O'Grady                             | Paolo Bettini    | Thomas Voeckler, bärs av Sandy Casar      |
| 8      | Lamballe-Quimper                | Thor Hushovd       | Thomas Voeckler   | Robbie McEwen                              | Paolo Bettini    | Thomas Voeckler, bärs av Sandy Casar      |
| 9      | Saint-Léonard-de-Noblat-Guéret  | Robbie McEwen      | Thomas Voeckler   | Robbie McEwen                              | Paolo Bettini    | Thomas Voeckler, bärs av Sandy Casar      |
| 10     | Limoges-Saint-Flour             | Richard Virenque   | Thomas Voeckler   | Robbie McEwen                              | Richard Virenque | Thomas Voeckler, bärs av Sandy Casar      |
| 11     | Saint-Flour-Figeac              | David Moncoutié    | Thomas Voeckler   | Robbie McEwen                              | Richard Virenque | Thomas Voeckler, bärs av Sandy Casar      |
| 12     | Castelsarrasin-La Mongie        | Ivan Basso         | Thomas Voeckler   | Robbie McEwen                              | Richard Virenque | Thomas Voeckler, bärs av Sandy Casar      |
| 13     | Lannemezan-Plateau de Beille    | Lance Armstrong    | Thomas Voeckler   | Robbie McEwen                              | Richard Virenque | Thomas Voeckler, bärs av Sandy Casar      |
| 14     | Carcassonne-Nîmes               | Aitor Gonzalez     | Thomas Voeckler   | Robbie McEwen                              | Richard Virenque | Thomas Voeckler, bärs av Sandy Casar      |
| 15     | Valréas-Villard-de-Lans         | Lance Armstrong    | Lance Armstrong   | Robbie McEwen                              | Richard Virenque | Thomas Voeckler                           |
| 16     | Bourg d'Oisans-L'Alpe d'Huez    | Lance Armstrong    | Lance Armstrong   | Robbie McEwen                              | Richard Virenque | Thomas Voeckler                           |
| 17     | Bourg d'Oisans-Le Grand Bornand | Lance Armstrong    | Lance Armstrong   | Robbie McEwen                              | Richard Virenque | Thomas Voeckler                           |
| 18     | Annemasse-Lons-le-Saunier       | Miguel Mercado     | Lance Armstrong   | Robbie McEwen                              | Richard Virenque | Thomas Voeckler                           |
| 19     | Besançon-Besançon               | Lance Armstrong    | Lance Armstrong   | Robbie McEwen                              | Richard Virenque | Vladimir Karpets                          |
| 20     | Montereau-Paris                 | Tom Boonen         | Lance Armstrong   | Robbie McEwen                              | Richard Virenque | Vladimir Karpets                          |

## Slutställning
| Plats | Person            | Land      | Lag                    | Tid      |
| dsk   | Lance Armstrong   | USA       | U.S. Postal            | 83.36.02 |
| 2     | Andreas Klöden    | Tyskland  | Deutsche Telekom       | 6.19     |
| 3     | Ivan Basso        | Italien   | Team CSC               | 6.40     |
| 4     | Jan Ullrich       | Tyskland  | Deutsche Telekom       | 8.50     |
| 5     | José Azevedo      | Portugal  | U.S. Postal Service    | 14.30    |
| 6     | Francisco Mancebo | Spanien   | Illes Balears-Banesto  | 18.01    |
| 7     | Georg Totschnig   | Österrike | Gerolsteiner           | 18.27    |
| 8     | Carlos Sastre     | Spanien   | Team CSC               | 19.51    |
| dsk   | Levi Leipheimer   | USA       | Rabobank               | 20.12    |
| 10    | Oscar Pereiro Sio | Spanien   | Phonak Hearing Systems | 22.54    |

## Etapperna

### Prolog:Liège-Liège, 6 km
| Plats | Person              | Land       | Lag                    | Tid      |
| 1     | Fabian Cancellara   | Schweiz    | Fassa Bortolo          | 00.06.50 |
| dsk   | Lance Armstrong     | USA        | US Postal Service      | 00.00.02 |
| 3     | José Ivan Gutierrez | Spanien    | Illes Balears-Banesto  | 00.00.08 |
| 4     | Bradley McGee       | Australien | Française des Jeux     | 00.00.09 |
| 5     | Thor Hushovd        | Norge      | Crédit Agricole        | 00.00.10 |
| 6     | Oscar Pereiro       | Spanien    | Phonak Hearing Systems | 00.00.10 |
| 7     | Jens Voigt          | Tyskland   | Team CSC               | 00.00.11 |
| 8     | Christophe Moreau   | Frankrike  | Crédit Agricole        | 00.00.12 |
| 9     | Bobby Julich        | USA        | Team CSC               | 00.00.12 |
| dsk   | George Hincapie     | USA        | US Postal Service      | 00.00.12 |

### Etapp 1: Liège-Charleroi, 202,5 km
| Plats | Person              | Land       | Lag                | Tid      |
| 1     | Jaan Kirsipuu       | Estland    | Ag2r Prevoyance    | 04.40.29 |
| 2     | Robbie McEwen       | Australien | Lotto-Domo         | s.t.     |
| 3     | Thor Hushovd        | Norge      | Crédit Agricole    | s.t.     |
| 4     | Danilo Hondo        | Tyskland   | Gerolsteiner       | s.t.     |
| 5     | Jean-Patrick Nazon  | Frankrike  | Ag2r Prevoyance    | s.t.     |
| 6     | Baden Cooke         | Australien | Française des Jeux | s.t.     |
| 7     | Kurt-Asle Arvesen   | Norge      | Team CSC           | s.t.     |
| 8     | Alessandro Petacchi | Italien    | Fassa Bortolo      | s.t.     |
| 9     | Erik Zabel          | Tyskland   | T-Mobile Team      | s.t.     |
| 10    | Allan Davis         | Australien | Liberty Seguros    | s.t.     |

- Sammanlagt:
  - 1. Fabian Cancellara, Schweiz
  - 2. Thor Hushovd, Norge +0.04
  - 3. Lance Armstrong, USA +0.10

### Etapp 2: Charleroi -Namur
| Plats | Person              | Land       | Lag             | Tid      |
| 1     | Robbie McEwen       | Australien | Lotto-Domo      | 04.18.39 |
| 2     | Thor Hushovd        | Norge      | Crédit Agricole | s.t.     |
| 3     | Jean-Patrick Nazon  | Frankrike  | Ag2r Prevoyance | s.t.     |
| 4     | Danilo Hondo        | Tyskland   | Gerolsteiner    | s.t.     |
| 5     | Stuart O'Grady      | Australien | Cofidis         | s.t.     |
| 6     | Jaan Kirsipuu       | Estland    | Ag2r Prevoyance | s.t.     |
| 7     | Erik Zabel          | Tyskland   | T-Mobile Team   | s.t.     |
| 8     | Alessandro Petacchi | Italien    | Fassa Bortolo   | s.t.     |
| 9     | Gerrit Glomser      | Österrike  | Saeco           | s.t.     |
| 10    | Mario Cipollini     | Italien    | Domina Vacanze  | s.t.     |

- Sammanlagt:
  - 1. Thor Hushovd, Norge
  - 2. Fabian Cancellara, Schweiz +0.08
  - 3. Robbie Mc Ewen, Australien +0.17

### Etapp 3:Waterloo-Wasquehal, 210 km
| Plats | Person                 | Land       | Lag                   | Tid      |
| 1     | Jean-Patrick Nazon     | Frankrike  | Ag2r Prevoyance       | 04.36.46 |
| 2     | Erik Zabel             | Tyskland   | T-Mobile Team         | s.t.     |
| 3     | Robbie McEwen          | Australien | Lotto-Domo            | s.t.     |
| 4     | Tom Boonen             | Belgien    | Quick Step            | s.t.     |
| 5     | Kim Kirchen            | Luxemburg  | Fassa Bortolo         | s.t.     |
| 6     | Danilo Hondo           | Tyskland   | Gerolsteiner          | s.t.     |
| 7     | Jaan Kirsipuu          | Estland    | Ag2r Prevoyance       | s.t.     |
| 8     | Alessandro Bertolini   | Italien    | Alessio-Bianchi       | s.t.     |
| 9     | Fabio Baldato          | Italien    | Alessio-Bianchi       | s.t.     |
| 10    | José Enrique Gutierrez | Spanien    | Illes Balears-Banesto | s.t.     |

- Sammanlagt:
  - 1. Robbie Mc Ewen, Australien
  - 2. Fabian Cancellara, Schweiz +0.01
  - 3. Jens Voigt, Tyskland +0.09

### Etapp 4:Cambrai-Arras, 64,5 km (lagtempo)
| Plats | Lag                    | Land          | Tid     | Till |
| 1     | US Postal Service      | USA           | 1.12.03 |      |
| 2     | Phonak Hearing Systems | Schweiz       | 1.07    | 0.20 |
| 3     | Illes Balears-Banesto  | Spanien       | 1.15    | 0.30 |
| 4     | T-Mobile Team          | Tyskland      | 1.19    | 0.40 |
| 5     | Team CSC               | Danmark       | 1.46    | 0.50 |
| 6     | Rabobank               | Nederländerna | 1.53    | 1.00 |
| 7     | Liberty Seguros        | Spanien       | 2.25    | 1.10 |
| 8     | Euskaltel-Euskadi      | Spanien       | 2.35    | 1.20 |
| 9     | Saeco                  | Italien       | 2.36    | 1.30 |
| 10    | Alessio-Bianchi        | Italien       | 2.57    | 1.40 |

- Sammanlagt:
  - 1. Lance Armstrong, USA
  - 2. George Hincapie, USA +0.10
  - 3. Floyd Landis, USA +0.16

### Etapp 5:Amiens- Chartres, 200,5 km
| Plats | Person             | Land       | Lag                    | Tid     |
| 1     | Stuart O'Grady     | Australien | Cofidis                | 5.05.58 |
| 2     | Jakob Piil         | Danmark    | Team CSC               | s.t.    |
| 3     | Sandy Casar        | Frankrike  | Française des Jeux     | s.t.    |
| 4     | Thomas Voeckler    | Frankrike  | Brioches la Boulangere | s.t.    |
| 5     | Magnus Bäckstedt   | Sverige    | Liquigas-Bianchi       | 0.03    |
| 6     | Robbie McEwen      | Australien | Lotto-Domo             | 12.33   |
| 7     | Janek Tombak       | Estland    | Cofidis                | s.t.    |
| 8     | Thor Hushovd       | Norge      | Crédit Agricole        | s.t.    |
| 9     | René Hasselbacher  | Österrike  | Gerolsteiner           | s.t.    |
| 10    | Jean-Patrick Nazon | Frankrike  | Ag2r Prevoyance        | s.t.    |

- Sammanlagt:
  - 1. Thomas Voeckler, Frankrike
  - 2. Stuart O'Grady, Australien +3.13
  - 3. Sandy Casar, Frankrike +4.06

### Etapp 6:Bonneval-Angers, 196 km
| Plats | Person             | Land        | Lag                    | Tid     |
| 1     | Tom Boonen         | Belgien     | Quick Step             | 4.33.41 |
| 2     | Stuart O'Grady     | Australien  | Cofidis                | s.t.    |
| 3     | Erik Zabel         | Tyskland    | T-Mobile Team          | s.t.    |
| 4     | Danilo Hondo       | Tyskland    | Gerolsteiner           | s.t.    |
| 5     | Baden Cooke        | Australien  | Française des Jeux     | s.t.    |
| 6     | Sergio Marinangeli | Italien     | Domina Vacanze         | s.t.    |
| 7     | Jérôme Pineau      | Frankrike   | Brioches la Boulangere | s.t.    |
| 8     | Julian Dean        | Nya Zeeland | Crédit Agricole        | s.t.    |
| 9     | Janek Tombak       | Estland     | Cofidis                | s.t.    |
| 10    | Samuel Dumoulin    | Frankrike   | Ag2r Prevoyance        | s.t.    |

På den här etappen var det med en kilometer kvar en stor vurpa som drog med hela klungan förutom cirka tjugo man som gjorde upp om etappsegern. Tom Boonen lyckades vinna spurten före gårdagens vinnare Stuart O'Grady och Erik Zabel.
- Sammanlagt:
  - 1. Thomas Voeckler, Frankrike
  - 2. Stuart O'Grady, Australien +3.01
  - 3. Sandy Casar, Frankrike +4.06

### Etapp 7:Chateaubriant-Saint Brieuc
- - 1. Filippo Pozzato, Italien
  - 2. Iker Flores, Spanien s.t.
  - 3. Francisco Mancebo, Spanien s.t.
  - 4. Laurent Brochard, Frankrike +0.10
  - 5. Sébastien Hinault, Frankrike +0.10

- -     - Sammanlagt:

  - 1. Thomas Voeckler, Frankrike
  - 2. Stuart O'Grady, Australien +3.01
  - 3. Sandy Casar, Frankrike +4.06

### Etapp 8:Lamballe-Quimper
- - 1. Thor Hushovd, Norge
  - 2. Kim Kirchen, Luxemburg s.t.
  - 3. Erik Zabel, Tyskland s.t.
  - 4. Robbie McEwen, Australien s.t.
  - 5. Andreas Klöden, Tyskland s.t.

- -     - Sammanlagt:

  - 1. Thomas Voeckler, Frankrike
  - 2. Stuart O'Grady, Australien +3.01
  - 3. Sandy Casar, Frankrike +4.06

### Etapp 9:Saint-Leonard-de-Noblat-Guéret
- - 1. Robbie McEwen, Australien
  - 2. Thor Hushovd, Norge s.t.
  - 3. Stuart O'Grady, Australien s.t.
  - 4. Jérôme Pineau, Frankrike s.t.
  - 5. Erik Zabel, Tyskland s.t.
    - Sammanlagt:

  - 1. Thomas Voeckler, Frankrike
  - 2. Stuart O'Grady, Australien +2.53
  - 3. Sandy Casar, Frankrike + 4.06

### Etapp 10:Limoges-Saint-Fluor
- - 1. Richard Virenque, Frankrike
  - 2. Andreas Klöden, Tyskland + 5.19
  - 3. Erik Zabel, Tyskland s.t.
  - 4. Francisco Mancebo, Spanien s.t.
  - 5. Thomas Voeckler, Frankrike s.t.
    - Sammanlagt:

  - 1. Thomas Voeckler, Frankrike
  - 2. Stuart O'Grady, Australien +3.00
  - 3. Sandy Casar, Frankrike +4.13

### Etapp 11:Saint-Fluor-Figeac
- - 1. David Moncoutié, Frankrike
  - 2. Juan Antonio Flecha, Spanien +2.15
  - 3. Egoi Martinez, Spanien +2.17
  - 4. Thor Hushovd, Norge +5.58
  - 5. Erik Zabel, Tyskland s.t.
    - Sammanlagt

  - 1. Thomas Voeckler, Frankrike
  - 2. Stuart O'Grady, Australien +3.00
  - 3. Sandy Casar, Frankrike +4.13

### Etapp 12:Castelsarrasin-La Mongie
- - 1. Ivan Basso, Italien
  - 2. Lance Armstrong, USA s.t.
  - 3. Andreas Klöden, Tyskland +0.20
  - 4. Francisco Mancebo, Spanien +0.24
  - 5. Carlos Sastre, Spanien +0.33
    - Sammanlagt:

  - 1. Thomas Voeckler, Frankrike
  - 2. Lance Armstrong, USA +5.24
  - 3. Sandy Casar, Frankrike +5.50

### Etapp 13:Lannemazan-Plateau de Beille
- - 1. Lance Armstrong, USA
  - 2. Ivan Basso, Italien s.t.
  - 3. Georg Totschnig, Österrike +1.05
  - 4. Andreas Klöden, Tyskland +1.27
  - 5. Francisco Mancebo, Spanien s.t.
    - Sammanlagt:

  - 1. Thomas Voeckler, Frankrike
  - 2. Lance Armstrong, USA +0.22
  - 3. Ivan Basso, Italien +1.39

### Etapp 14:Carcassone-Nîmes
- - 1. Aitor Gonzales, Spanien
  - 2. Nicolas Jalabert, Frankrike +0.25
  - 3. Christophe Mengin, Frankrike s.t.
  - 4. Pierrick Fedrigo, Frankrike +0.29
  - 5. Peter Wrolich, Österrike +0.31
    - Sammanlagt:

  - 1. Thomas Voeckler, Frankrike
  - 2. Lance Armstrong, USA +0.22
  - 3. Ivan Basso, Italien +1.39

### Etapp 15:Valréas-Villard-de-Lanse
- - 1. Lance Armstrong, USA
  - 2. Ivan Basso, Italien s.t.
  - 3. Jan Ullrich, Tyskland +0.03
  - 4. Andreas Klöden,Tyskland +0.06
  - 5. Levi Leipheimer, USA +0.13
    - Sammanlagt:

  - 1. Lance Armstrong, USA
  - 2. Ivan Basso, Italien +1.25
  - 3. Andreas Klöden, Tyskland +3.22

### Etapp 16 Bergstempo:Bourg d'Oisans-L'Alpe d'Huez
- - 1. Lance Armstrong, USA
  - 2. Jan Ullrich, Tyskland +1.01
  - 3. Andreas Klöden, Tyskland +1.41
  - 4. José Azevedo, Portugal +1.45
  - 5. Santos Gonzales, Spanien +2.11
    - Sammanlagt:

  - 1. Lance Armstrong, USA
  - 2. Ivan Basso, Italien +3.48
  - 3. Andreas Klöden, Tyskland +5.03

### Etapp 17:Bourg d'Oisans-Le Grand Bornand
- - 1. Lance Armstrong, USA
  - 2. Andreas Klöden, Tyskland s.t.
  - 3. Jan Ullrich, Tyskland +0.01
  - 4. Ivan Basso, Italien s.t.
  - 5. Floyd Landis, USA +0.13
    - Sammanlagt:

  - 1. Lance Armstrong, USA
  - 2. Ivan Basso, Italien +4.09
  - 3. Andreas Klöden, Tyskland +5.11

### Etapp 18:Annemasse-Lons-le-Saunier
- - 1. Juan Miguel Mercado, Spanien
  - 2. Vicente Garcia Acosta, Spanien s.t.
  - 3. Dmitrij Fofonov, Kazakstan +0.11
  - 4. Sébastien Joly, Frankrike s.t.
  - 5. Marc Lotz, Belgien s.t.
    - Sammanlagt:

  - 1. Lance Armstrong, USA
  - 2. Ivan Basso, Italien +4.09
  - 3. Andreas Klöden, Tyskland +5.11

### Etapp 19 Tempo:Besançon-Besançon
- - 1. Lance Armstrong, USA
  - 2. Jan Ullrich, Tyskland +1.01
  - 3. Andreas Klöden, Tyskland +1.27
  - 4. Floyd Landis, USA +2.25
  - 5. Bobby Julich, USA +2.48
    - Sammanlagt:

  - 1. Lance Armstrong, USA
  - 2. Andreas Klöden, Tyskland +6.38
  - 3. Ivan Basso, Italien +6.59

### Etapp 20:Montereau-Paris
- - 1. Tom Boonen, Belgien
  - 2. Jean Patrick Nazon, Frankrike s.t.
  - 3. Danilo Hondo, Tyskland s.t.
  - 4. Robbie McEwen s.t.
  - 5. Erik Zabel, Tyskland s.t.

## Poängtävlingen
- - 1. Robbie McEwen, Australien 272 poäng
  - 2. Thor Hushovd, Norge 247p
  - 3. Erik Zabel, Tyskland 245p
  - 4. Stuart O'Grady, Australien 234p
  - 5. Danilo Hondo, Tyskland 227p
  - 6. Tom Boonen, Belgien 163p
  - 7. Jean Patrick Nazon, Frankrike 146p
  - 8. Lance Armstrong, USA 143p
  - 9. Laurent Brochard, Frankrike 139p
  - 10. Andreas Klöden, Tyskland 131p

## Bergspristävlingen
- - 1. Richard Virenque, Frankrike 226p
  - 2. Lance Armstrong, USA 172p
  - 3. Michael Rasmussen, Danmark 119p
  - 4. Ivan Basso, Italien 119p
  - 5. Christophe Moreau, Frankrike 115p
  - 6. Jan Ullrich, Tyskland 115p
  - 7. Andreas Klöden, Tyskland 112p
  - 8. Francisco Mancebo, Spanien 77p
  - 9. Jens Voigt, Tyskland 71p
  - 10. Axel Merckx, Belgien 65p

## Ungdomstävlingen
- - 1. Vladimir Karpets, Ryssland 84h,1min,13sek
  - 2. Sandy Casar, Frankrike +3.42
  - 3. Thomas Voeckler, Frankrike +6.01
  - 4. Michael Rogers, Australien +16.28
  - 5. Iker Camano, Spanien +22.03